# Inbuanský zápas
Inbuanský zápas je bojový styl původem z vesnice Bungtlang v indickém státu Mizóramu. Byl založen okolo roku 1750. Zápasí se v kruhu o průměru 4,5 – 4,9 m  na 3 kola. Jedno  kolo trvá 30 – 60 sekund. Vítězí se tehdy, když zápasník zvedne svého protivníka se země, k čemuž může použít pásek, který mají oba zápasníci uvázaný kolem pasu. Je zakázáno kopat, ohýbat kolena, nebo vystoupit ze zápasnické plochy.